# Johannes Nádherný
Johannes Nepomuk Nádherný, také Jan Nepomuk baron Nádherný z Borutína (6. srpna 1943 – 5. dubna 2005) byl příslušník někdejšího českého šlechtického rodu Nádherných z Borutína a restituent zámku Chotoviny.

## Životopis

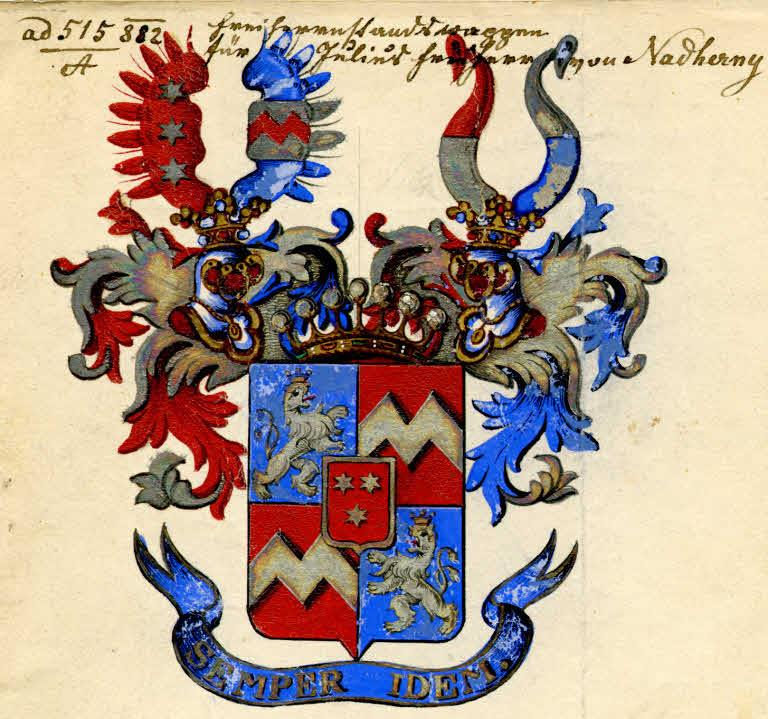
Erb Nádherných z Borutína

Maria Jan Nepomuk Ervín Bedřich se narodil v průběhu druhé světové války jako jediný syn Ervína ml. Nádherného z Borutína (1909–1985) a jeho manželky Sophii Saurma von und zu Jeltsch (1918–2007). Otec byl české národnosti, matka německé.
Po válce byl jeho rodině zkonfiskován majetek. Otec byl na nějaký čas uvězněn, zatímco matce se se synem podařilo dostat do Rakouska. Ze Salcburska pak už společně v roce 1949 odcestovali přes Paříž, Londýn a New York do Kalifornie.
V USA Johannes promoval na technické univerzitě s titulem inženýr. V letech 1966–1969 působil v armádě a byl nasazen také na bojištích ve Vietnamu. Z armády odešel s hodností kapitána. Po půlroční pauze, kdy se vyrovnával s drsnými zážitky z války, studoval ekonomii. Následně pracoval osm let pro počítačovou firmu Hewlett-Packard. Poté vlastnil realitní kancelář v San Francisku a ve Washingtonu.
Poprvé se do Československa podíval v roce 1990, kdy byla do rodinné hrobky v Chotovinách uložena urna s ostatky jeho otce. Do Česka se natrvalo vrátil v roce 1992 ve věku 49 let. Usadil se na restituovaném zámku Chotoviny.
Zemřel na jaře 2005 na rakoviny slinivky.

## Majetek

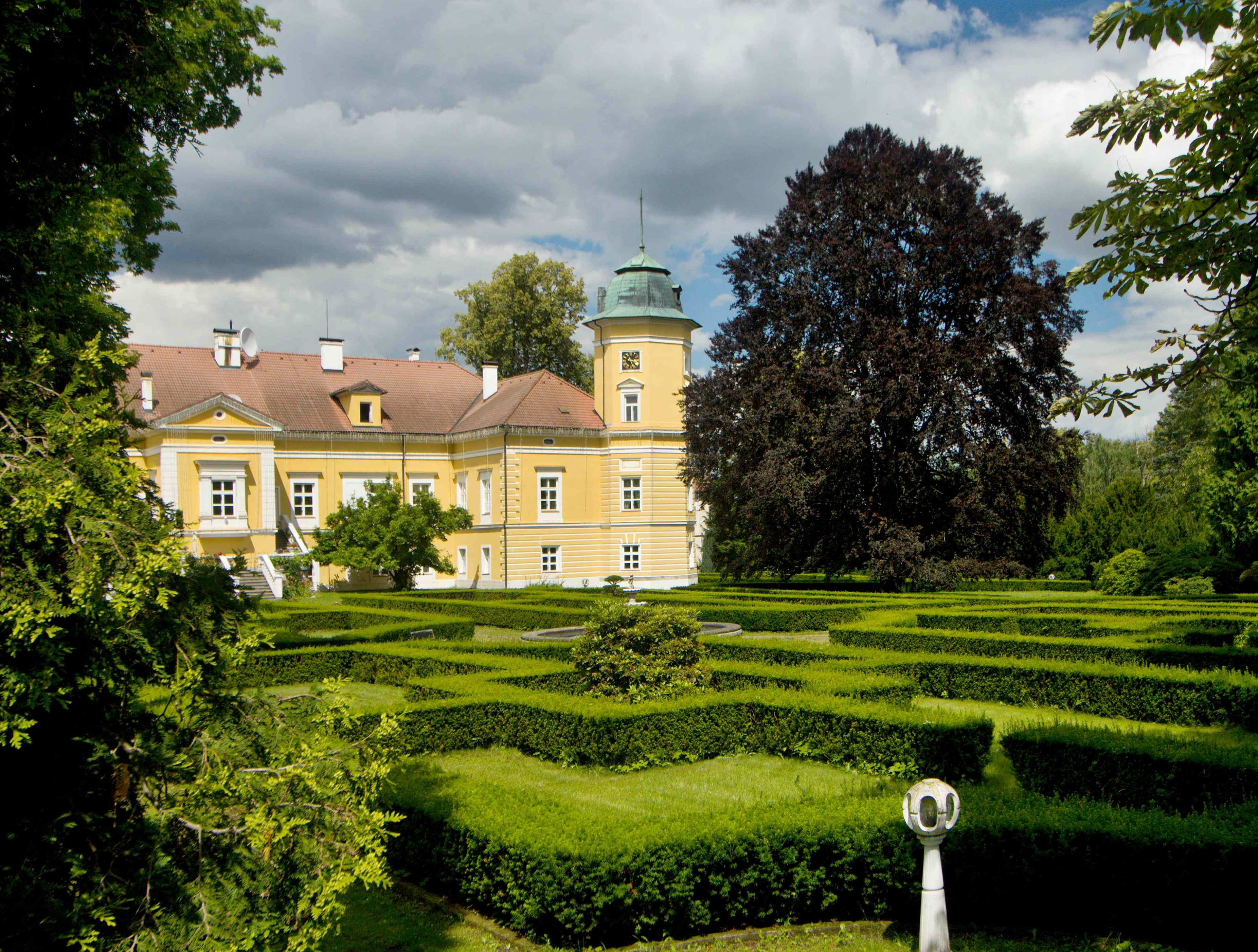
Zámek Chotoviny

Po druhé světové válce byl jeho rodičům majetek v Chotovinách v okrese Tábor a Proseči v okrese Chrudim na základě Benešových dekretů zabaven. V prosinci 1947 však Nejvyšší soud označil konfiskaci za nezákonnou. Majetek po Sametové revoluci restituoval. Jeho součástí bylo 80 hektarů rybníků. Zámek Chotoviny opravil za peníze, které dostal jako náhradu za zemědělský majetek, který nemohl být navrácen. Měl sloužit jako rodinné sídlo a generovat zisk měl jako místo konání svateb a seminářů.
Po jeho smrti majetek rovným dílem zdědila manželka a čtyři děti.

## Rodina
Třikrát se oženil. Poprvé si vzal 8. srpna 1971 v Berkeley v Kalifornii Lindu Joan Grodczinsky (* 1. 10. 1956 Cleveland, Ohio, USA). Narodily se jim  tři děti:
- 1. Jan Ervín (1. 11. 1971 – ?), tragicky zemřel.[10]
- 2. Joan Marie (* 9. 3. 1973), zubní lékařka, její manžel je právník.[10]
- 3. Joshua Paul (* 15. 7. 1976)

Podruhé se oženil 14. ledna 1978 v Lake Tahoe v Nevadě Barbaru Anne Botzon (* 10. 4. 1952 Spokane, Washington, USA). Rozvedli se v roce 1987. Narodily se jim dvě děti:
- 4. James Drew (* 30. 5. 1978)
- 5. Jamie Nicole (* 7. 2. 1981), studovala umění.[10]

Naposledy se oženil 4. září 1999 v Chotovinách s lékařkou Marií Čtvrtečkovou, provdanou Horovou (26. 3. 1948 Tábor – 31. 1. 2006). Seznámili se v zubní ordinaci.